# Joris (album)
Joris is het tweede studioalbum van de Belgische zanger Metejoor. Het album kwam uit op 29 september 2023 door Mostiko. Vijf singles van het album werden uitgebracht door de zanger. De single Eigen schuld kwam binnen op 1 in de Ultratop 50 Vlaanderen.
Het album kwam op 7 oktober 2023 binnen in de Ultratop 200 op de eerste plaats.

## Tracklist
| Nr. | Titel                               | Duur |
| --- | ----------------------------------- | ---- |
| 1.  | Kom dichterbij                      | 3:15 |
| 2.  | Eigen schuld                        | 3:13 |
| 3.  | Het pleintje                        | 3:32 |
| 4.  | De zijlijn                          | 3:37 |
| 5.  | Wat wil je van mij (met Hannah Mae) | 3:19 |
| 6.  | Zo anders                           | 2:56 |
| 7.  | Doen alsof                          | 3:23 |
| 8.  | Groot                               | 3:44 |
| 9.  | Spookrijder                         | 3:39 |
| 10. | Mag ik verdrietig zijn              | 2:57 |
| 11. | Stapelbed                           | 3:04 |
| 12. | Kijk ons nou (met Snelle)           | 2:43 |
| 13. | Laat ons een bloem                  | 3:20 |
| 14. | Schaduw (met Lisa Van Rossem)       | 3:31 |
| 15. | 1 Cappuccino (Live)                 | 3:06 |
| 16. | Outro                               | 0:38 |

## Hitnoteringen

### VlaamseUltratop 200 Albums
| Hitnotering: 07-10-2023 tot heden | Hitnotering: 07-10-2023 tot heden | Hitnotering: 07-10-2023 tot heden | Hitnotering: 07-10-2023 tot heden | Hitnotering: 07-10-2023 tot heden | Hitnotering: 07-10-2023 tot heden | Hitnotering: 07-10-2023 tot heden | Hitnotering: 07-10-2023 tot heden | Hitnotering: 07-10-2023 tot heden | Hitnotering: 07-10-2023 tot heden | Hitnotering: 07-10-2023 tot heden | Hitnotering: 07-10-2023 tot heden | Hitnotering: 07-10-2023 tot heden | Hitnotering: 07-10-2023 tot heden | Hitnotering: 07-10-2023 tot heden | Hitnotering: 07-10-2023 tot heden | Hitnotering: 07-10-2023 tot heden | Hitnotering: 07-10-2023 tot heden | Hitnotering: 07-10-2023 tot heden | Hitnotering: 07-10-2023 tot heden | Hitnotering: 07-10-2023 tot heden |
| Week:                             | 1                                 | 2                                 | 3                                 | 4                                 | 5                                 | 6                                 | 7                                 | 8                                 | 9                                 | 10                                | 11                                | 12                                | 13                                | 14                                | 15                                | 16                                | 17                                | 18                                | 19                                | 20                                |
| --------------------------------- | --------------------------------- | --------------------------------- | --------------------------------- | --------------------------------- | --------------------------------- | --------------------------------- | --------------------------------- | --------------------------------- | --------------------------------- | --------------------------------- | --------------------------------- | --------------------------------- | --------------------------------- | --------------------------------- | --------------------------------- | --------------------------------- | --------------------------------- | --------------------------------- | --------------------------------- | --------------------------------- |
| Positie:                          | 1                                 | 2                                 | 1                                 | 2                                 | 3                                 | 1                                 | 2                                 | 3                                 | 3                                 | 2                                 | 2                                 | 2                                 | 1                                 | 2                                 | 1                                 | 4                                 | 4                                 | 3                                 | 4                                 |                                   |